# Велушински манастир
Велушинският манастир „Свети Георги“ (на македонска литературна норма: Велушински манастир „Свети Георгиј“) е православен манастир в Северна Македония, днес в диозеца на Преспанско-Пелагонийската епархия на Македонската православна църква – Охридска архиепископия.
Манастирът е разположен в склоновете на Баба, на възвишение с гледка към Пелагония на 2 km западно над Велушина. Католиконът е издигнат в 1839 година според издялания на камъка над западния вход надпис. В архитектурно отношение представлява относително малка трикорабна сграда, разположена в средата на манастирския двор. В югоизточния ъгъл на църквата е построена камбанария от дялан камък. В храма се влиза през тремовете от юг и запад.
Над южния вход има надпис за изписването на църквата в 1848 година. Автор на живописта е Йоан Михаил от епирското село Хионадес, преселен в Търново, Битолско. В долния пояс обичайно са изобразени светци в цял ръст. В горните партии са сцените с Христовото житие и страдания. Забележителни са сцените от детството и успението на Света Богородица както и Богородичния Акатист. В полукръглия свод в медальони са изрисувани допоясни изображения на Свети Йоан Кръстител, Христос Емануил, Христос Пантократор, Христос и Светият дух. Стилът на Йоан Зограф на много места прави връзка между традиционната поствизантийска иконография и нови решения в духа на западното изкуство.
Иконостасът е дело на няколко зографи. Според стиловите си особености изображението на Архангел Михаил на северната врата на иконостаса е дело на Йоан Зограф – авторът на стенописите. Голямата икона на Свети Георги също е от първата половина на XIX век. Останалите престолни икони, както и иконостасният кръст напомнят за творчеството на Анастас Зограф и синовете му Константин и Димитър Анастасови от Магарево. Тяхно дело са и медальоните с изображение на Благовещение върху царските двери, които са и резбовани. Петнадесетте горни икони на иконостаса със сцени от житието на Исус Христос имат друго колоритно звучене с тенденция към идеализирани и сцени сред класически архитектурни форми, инспирирани от по-стари италиански майстори, близки до ренесансовото изкуство.